# Passo del Gries
Il passo del Gries (in walser: Kriespass - 2.469 m s.l.m.) è un valico delle Alpi Pennine situato al confine con la provincia del Verbano Cusio Ossola e lo svizzero Canton Vallese.

## Geografia
Il passo del Gries segna il confine tra Italia e la Svizzera, vicino al Passo della Novena. Collega la Val Formazza (tedesco Pomatt) con il cantone Vallese o più ampiamente il Goms con la Valle d'Ossola. Si trova ad ovest della punta dei Camosci 3044 m ed è fiancheggiato ad est dal Corno Gries.
Il lago del Gries alimentato dal ghiacciaio del Gries, si trova sul versante svizzero appena sotto la cima del passo. Fino al 2001 circa il ghiacciao del Gries arrivava fino al lago. Sul versante meridionale in Italia scendendo dal passo si trova l'Alpe Bettelmatt, il Lago di Morasco e la frazione di Riale del comune di Formazza.

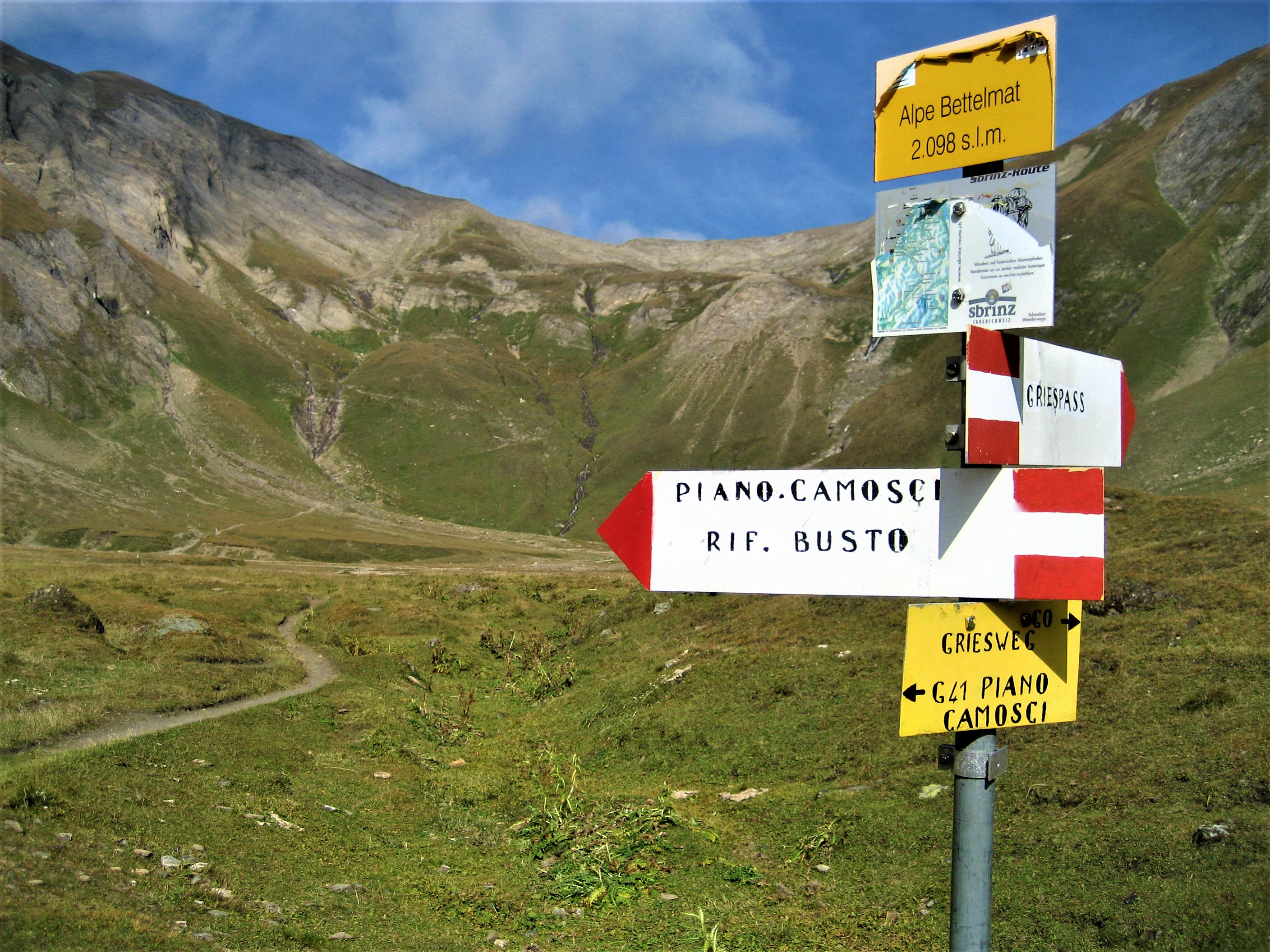
Versante sud del Passo del Gries

## Storia
Era già noto nell'età del bronzo ed era ampiamente utilizzato anche in epoca romana. Nel XIII secolo i Walser emigrarono dall'Alto Vallese attraverso il passo a Pomatt e vi fondarono villaggi dove ancora oggi si parla il titsch. Nei secoli passati il passo del Gries era uno dei pochi percorsi facilmente accessibili che collegava l'Italia con la Svizzera e il nord delle Alpi.
Nel 1397 con la convenzione di Münster venne aperta attraverso il passo del Gries una via mercantile, la mulattiera fu ampliata come via commerciale transalpina. Su di essa transitarono per secoli i traffici commerciali tra Berna e Milano. Con l'apertura della Ferrovia del San Gottardo nel 1882, il traffico commerciale attraverso il passo del Gries si fermò.
Nei documenti più antichi e nelle prime mappe il passo del Gries viene definito il "passo del Ghiacciao". È un passo glaciale intorno al 1550, come lo descrive Leandro Alberti nella sua Descrittione di tutta Italia. Infatti i traffici commerciali lungo questo percorso ebbero nei secoli alterne fortune, dettate proprio dalle condizioni meteo.
Richard Wagner il 18 luglio 1852 transitò attraverso il passo del Gries durante il suo viaggio in Italia accompagnato dalla sua guida alpina.
Nei pressi del passo transita anche un gasdotto di interesse internazionale, perché trasporta il gas dai Paesi Bassi all'Italia.
Si trova inoltre un piccolo bivacco costruito nel 1964 e ristrutturato nel 2014, per dare rifugio a chi si dovesse trovare in difficoltà, come accadde nel 1953 quando una gita di scout milanesi si trasformò in tragedia. Saliti al passo del Gries dalla Val Formazza furono sorpresi dal maltempo. Tre di loro persero la vita.